# Charles de La Fosse

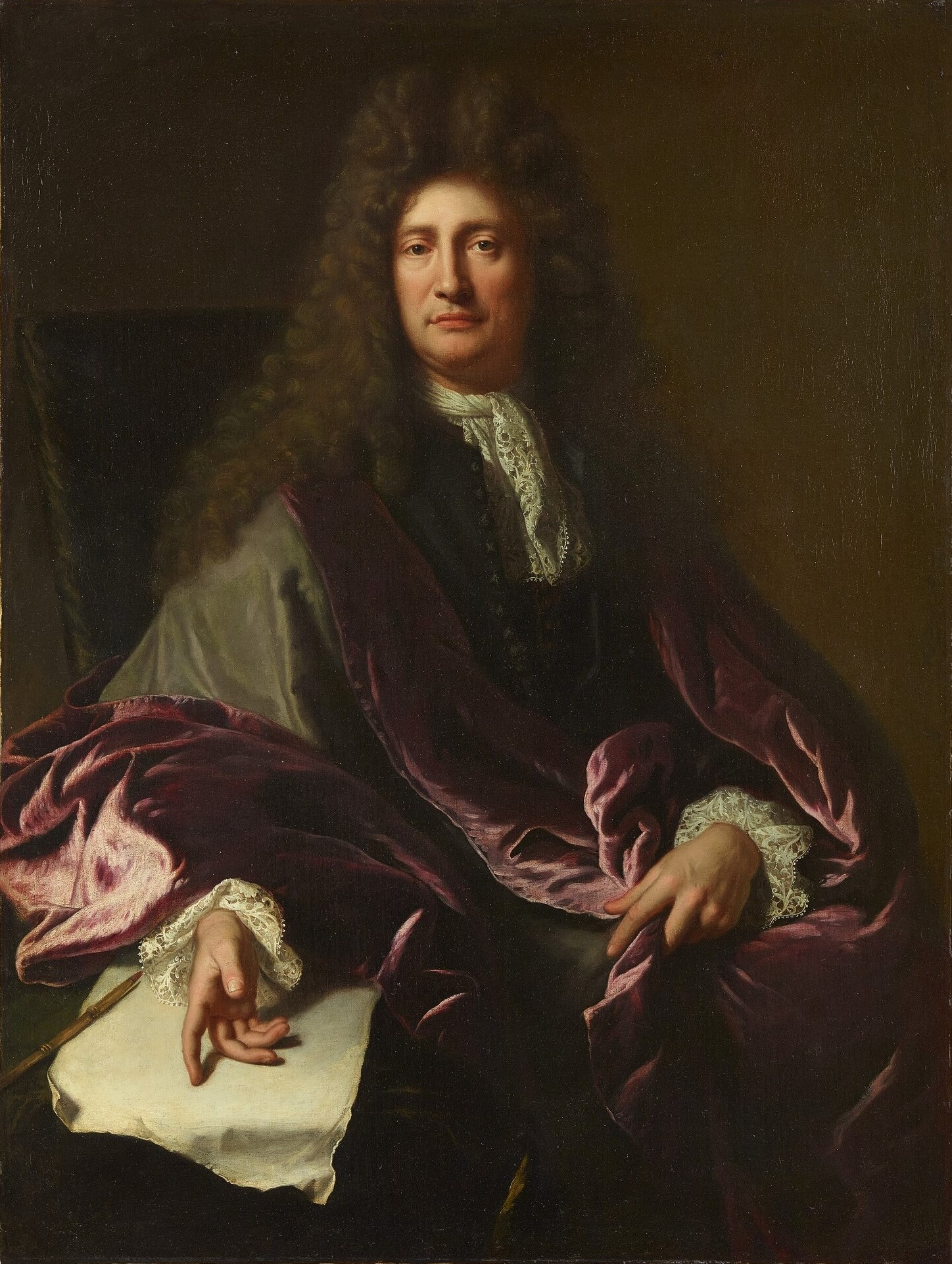
Charles de La Fosse (1688)

Charles de La Fosse (* 15. Juni 1636 in Paris; † 13. Dezember 1716 ebenda), auch Delafosse und seltener deutsch de Lafosse geschrieben, war ein französischer Maler.

## Leben
Er trat sehr jung als Schüler in das Atelier des Malers Charles Le Brun ein und arbeitete mit diesem in den 1650er Jahren an den Ausstattungen des Priesterseminars von St-Sulpice de Paris und des Hôtels Lambert.
Auf und mit Empfehlung seines Lehrers hielt er sich von 1658 bis 1663 in Italien auf, wo er bis 1660 in Rom die alten Meister studierte, dann nach Parma ging und schließlich längere Zeit in Venedig blieb, eine Stadt, die ihn dauerhaft prägte.
Nach seiner Rückkehr beschäftigte Le Brun ihn im Palais des Tuileries (zerstört) und in dem „Grand Appartement“ genannten Staatsgemach des Schlosses Versailles. Im Jahr 1673 wurde er mit dem „Raub der Prosperina“ in die Académie royale de peinture et de sculpture aufgenommen, die ihn ein Jahr später zum Professor ernannte und an die École des Beaux-Arts in Paris berief. Dank der Unterstützung von Jules Hardouin-Mansart wurde de La Fosse im Jahr 1707 Direktor der Akademie, und 1715 ihr Kanzler.
In den Jahren 1689 bis 1692 rief ihn Lord Montagu nach England und betraute ihn mit der Ausstattung seines Palastes am Bloomsbury Square (zerstört). Am Ende seines Lebens war er ein quasi ständig anwesender Stammgast in dem Pariser hôtel particulier des Kunstsammlers Pierre Crozat und in dessen Landhaus in Montmorency, wo über ihn auch Antoine Watteau Aufnahme gefunden hatte und sich viele andere Künstler und Kunstkenner zusammenfanden.
Charles de La Fosse starb im Jahr 1716 im Alter von 80 Jahren in Crozats Pariser Stadtpalast in der rue Richelieu.

## Werk
Seine Hauptwerke sind die großen Deckengemälde in der Kuppel des Invalidendoms zu Paris, den heiligen Ludwig darstellend, welcher Christus sein Schwert überreicht und das Wandgemälde in der Wölbung über dem Hochaltar der Kapelle zu Versailles. Letzteres schuf er in vier Monaten. Er hinterließ ferner zahlreiche für Kirchen, Klöster und Paläste geschaffene Gemälde. Die manchmal etwas gespreizten Formen seiner Kompositionen und das kaum vorhandene Naturstudium wiegt das kräftige, glänzende und oftmals goldene Kolorit venezianischer Inspiration auf.
Werksauswahl
- Raub der Proserpina, um 1673, Leinwand, 145 × 180 cm, Paris, École des beaux-arts.
- Opferung Iphigeniens, um 1680, Leinwand, 278 × 262 cm.
- Auferweckung von Jairi Töchterlein, um 1680, Leinwand, 400 × 300 cm.
- Christus erscheint den drei Marien, um 1680, Leinwand, 86 × 65 cm.
- Apoll und Thetis, 1688, Leinwand, 168 × 149 cm, Versailles, Grand Trianon.
- Acis und Galatea, um 1690, Leinwand, 40 × 90 cm.
- Der Herbst, 1699, Leinwand, 260 × 170 cm.
- Errettung des Mosesknaben aus den Fluten des Nils, 1701, Leinwand, 125 × 110 cm, Paris, Louvre

Wandmalereien:

- Der Heilige Ludwig weiht Christus seine Waffen und Wappen, 1702–05, Wandmalerei, Paris, Kuppel des Invalidendoms.
- Auferstehung Christi, 1709, Wandmalerei, Versailles, Apsis der Palastkapelle.